# (26230) 1998 QR1
(26230) 1998 QR1 est un astéroïde de la ceinture principale découvert en 1998.

## Description
(26230) 1998 QR1 a été découvert le 19 août 1998 à l'observatoire d'Ondřejov, situé près du village de Ondřejov, à environ 35 km au sud-est de Prague (République tchèque), par Petr Pravec.

### Caractéristiques orbitales
L'orbite de cet astéroïde est caractérisée par un demi-grand axe de 2,46 UA, un périhélie de 2,24 UA, une excentricité de 0,09 et une inclinaison de 5,50° par rapport à l'écliptique. Du fait de ces caractéristiques, à savoir un demi-grand axe compris entre 2 et 3,2 UA et un périhélie supérieur à 1,666 UA, il est classé, selon la JPL Small-Body Database, comme objet de la ceinture principale.

### Caractéristiques physiques
(26230) 1998 QR1 a une magnitude absolue (H) de 14,6 et un albédo estimé à 0,060.